# John O'Brien (écrivain)
Pour les articles homonymes, voir John O'Brien.
John O'Brien (21 mai 1960 – 10 avril 1994) était un écrivain américain. 

## Biographie
Le premier roman de John O'Brien, intitulé Leaving Las Vegas, fut publié en 1990 par Watermark Press et fut également porté au cinéma sous le titre Leaving Las Vegas en 1995. Les acteurs principaux de ce film dramatique étaient Nicolas Cage et Elisabeth Shue. L'histoire évoquait un suicide et une romance impossible.
John O'Brien se suicida avec une arme à feu deux semaines après avoir appris que son roman serait porté au cinéma.

## Œuvres traduites en français
- John O'Brien (trad. de l'anglais par Elisabeth Guinsbourg), Leaving Las Vegas : roman, Paris, Éditions Payot & Rivages, 1997, 209 p. (ISBN 2-7436-0098-5).
- John O'Brien (trad. de l'anglais par Julien Guérif), Better, Paris, Éditions Payot & Rivage, 8 janvier 2014, 236 p. (ISBN 978-2-7436-2672-3).

## Œuvres posthumes
- Stripper lessons, Grove Press, 1997.
- The assault on Tony's, Grove Press, 1996 (ce roman a été achevé par la sœur de l'écrivain)
- Better, Akashique Press, 2009.